# 삼위일체 수도회
삼위일체 수도회 또는삼위일체 하느님과 노예들의 수도회(라틴어: Ordinis Sanctae Trinitatis et Captivorum, 스페인어: : Orden de la Santísima Trinidad y de los cautivos, Osst)는 마타의 성 요한 (San Juan de Mata, 성 요한 드 마타, 1150년경~1213년)와 공동 창설자 발루아의 성 펠릭스 (San Felix de Valois, ~1212년)에 의해 프랑스 파리에서 60km가량 떨어진 세르푸아에서 시작된 수도회이다. 수도회는 1198년에 교황 인노첸시오 3세의 인가를 받아 당시 십자군 전쟁에서 포로로 잡혀간 그리스도인들을 구하고 갇혀있는 이들을 해방시키는 종교적 활동을 하였으며, 현재는 교정사목과 박해받는 그리스도인들을 위한 영적 물질적 정신적 지원을 하는 수도회이다.

## 역사

### 기원
마타의 성 요한의 환시를 통해 창설된 수도회이다. 삼위일체 창설과 그 기원에 대한 내용을 담은 그 당시의 문서에서 창설자 성인이 첫 미사때 체험한 환시와 개시로서 수도회의 기원을 알 수 있다. 특히, 창설자 성인의 첫 미사때 함께 하였던 파리의 주교와 술리의 마우리시오등 창설자의 첫 미사에 참석했던 이들에게도 이 환시를 직접 본 증인들이다. 성체 축성때에 구원자 예수와 양옆으로 노예들이 서 있는 환시가 드러났고 왼쪽의 흰색으로 표현된 노예는 빨간색과 파란색이 어우러진 삼위일체회 십자가를 들고 있었다. 그 반대편에는 검은 색으로 표현된 노예이며, 예수는 두 노예들의 손을 잡아 서로 동등한 교환에 대한 모습을 드러냈다. 이리하여 창설자 성인은 다른 수도회와 차별을 두기 위해서 이러한 환시를 새겨넣은 인장을 사용하였고 로마의 성 토마스 인 포르미스 정문에 환시를 재현한 이콘을 새겨 넣었다. 현재까지 삼위일체 수도자들은 수도회의 고유한 인장을 사용하고 있다.

#### 삼위일체회 규칙서
삼위일체회 규칙서는 삼위일체 수도회의 창설자 성인인 마타의 성 요한성인이 세르푸아의 은둔 수도자자인 발루아의 성 펠릭스와 동료들과 함께 만든 규칙서이다. 삼위일체회 규칙서는 가톨릭 교회의 수도 생활의 한 규칙서이며 1198년 12월 17일에 교황 인노첸시오 3세에 의해 인가를 받았다. 삼위일체회 규칙서는 삼위일체 수도회에서 마타의 성 요한의 정신을 이어 살아가는 이들이 엄중히 이행하는 규칙이며 삼위일체회 영성을 실천하기 위한 바탕이며 기초이다.

#### 활동
삼위일체 수도회의 12세기 창설 당시의 활동은 십자군 전쟁의 영향을 크게 받아서 포로로 잡혀간 그리스도인들을 그에 상응하는 값을 지불하여 구출하거나 교환함으로서 수 많은 구원활동을 이어 나가며 창설자 성인인 마타의 성 요한이 첫 미사때 드러난 환시의 영성을 이어나갔다. 이뿐 아니라, 삼위일체 수도자의 영성과 활동의 결정적인 특징인 구원과 구출 활동의 바탕으로 이뤄지는 구호소를 운영하여 병자나 순례자들의 물질적 영적인 지원 활동도 함께 하였다.
삼위일체 수도자들은 수도회의 영성에 의거하여 '자비-구원 활동'을 실천하기 위하여 신앙을 실천하려 하지만 주변의 핍박과 박해로 인권을 박탈 당하고 투옥당하는 이들을 사회경제적 영적으로 지원을 해주고 있으며, 가난한 이들과 버림받은이들, 병든이들을 사회적 물질적으로 지원을 해주며 격려와 봉사를 함께 이행하고 있다.

## 상징

### 모자이코
삼위일체 수도회의 상징인 모자이코는 로마의 성 토마스 인 포르미스 1209년에서 1213년 사이에 새겨져 오늘날 까지
보존되어 있는 이콘이다. 이 이콘은 판토크라토르 그리스도를 중심으로 두명의 노예들이 각각 양 옆에 위치해 있으며 백인은 그리스도인 노예를 상징하며 삼위일체회 십자가를 들고 있으며 다른 한 노예는 이슬람 노예를 상징한다. 외각에 위치한 부분에는 라틴어로 삼위일체 수도회의 공식 명칭인 'Ordinis Sanctae Trinitatis et captivorum'이 새겨져 있다.

### 삼위일체회 십자가
삼위일체회 십자가는 수도회의 또 다른 상징이며 유럽 및 삼위일체 수도회의 활동이 미친 곳에서 더 잘 알려져 있는 상징이다. 삼위일체회 십자가는 흰 바탕에 가로로 새겨진 파란색 위로 세로로 빨간색이 새겨진 십자가이다. 십자가의 세가지 색은 일반적으로 거룩한 3위인 성부, 성자, 성령을 상징한다.

### 미니스트로 (공동체 원장)
각 삼위일체 수도회의 공동체, 즉 수도원의 원장으로서 공동체의 책임을 맞고 각 공동체를 대표하는 수도자의 직분이다. 삼위일체 수도회는 삼위일체 수도원장의 호칭을 "봉사자" 즉, "미니스트로 (스페인어: Ministro)"로 칭함으로서 수도 공동체의 최하위에 위치하여 다른 형제들의 봉사한다는 의미를 포함하고 있다. 하지만, 보편적인 표현인 "수도원장"이라는 표현을 일반적으로 사용하되 삼위일체 수도회 규칙서에 기록되어 있는 봉사자로서의 성격을 그대로 갖는다.
```
1. 거룩하신 삼위일체 집의 형제들은 정결함과 어떠한 고유한 소유물 없이 공동체의 원장 수사에게 순종하며 살아가며, 이를 봉사자 (MINISTRO) 라고 한다.-삼위일체 수도회 규칙서
```

## 삼위일체 수도공동체
마타의 성 요한을 시작으로 가톨릭 교회 안과 밖에서 이뤄지고 있는 삼위일체 수도회의 구원 활동은 역사의 흐름에 따라서 수녀회와 수도회 단체를 구성하는 모습으로 삼위일체 수도회와 함께 구원활동에 동참하며 자비-구원 활동의 정신을 이어오고 있다. 제2차 바티칸 공의회 이전에는 세개의 세부적인 구분이 존재하였지만 공의회 이후로는 삼위일체 가족이라는 포괄적이며 친근한 단어를 사용하고 있다.
삼위일체 가족에 속해있는 수도회는 다음과 같다:
- 삼위일체 수도회 (Religiosos trinitarios).
- 삼위일체 관상 수녀회 (Monjas trinitarias contemplativas)
- 발랑스 삼위일체 수녀회 (Religiosas trinitarias de Valence)
- 로마 삼위일체 수녀회 (Hermanas trinitarias de Roma)
- 발렌시아 삼위일체 수녀회 (Religiosas trinitarias de Valencia)
- 마드리드 삼위일체 수녀회 (Hermanas trinitarias de Madrid)
- 마요르카 삼위일체 수녀회 (Religiosas trinitarias de Mallorca)

## 삼위일체 수도회 성인
- 마타의 성 요한 (1150년~1213년), 삼위일체 수도회 창설자, 구속 활동의 시초.
- 발루아의 성 펠릭스 (?~1212년), 삼위일체 수도회 공동 창설자, 세르푸아 공동체 초대 봉사자.
- 원죄없는 잉태의 세례자 성 요한  또는 “원죄없는 잉태의 성 요한 바우티스타" (1561년~1613년), 삼위일체 수도회 계혁자.
- 성 바오로의 성녀 라우라 (1420년~1453년), 순교자.
- 복자 마르코 크리아도 (1522년~1549년), 삼위일체 수도자, 순교자.
- 성 시몬 데 로하스 (1552년~1624년), 삼위일체 수도자, 아베 마리아 급식소 창설자.
- 성인들의 성 미카엘 또는 성 미카엘 델로스 산토스 (1591년~1625년), 삼위일체 수도자.
- 복녀 안나 마리아 타이지 (1769년~1837년), 삼위일체 평신도 회원.
- 복녀 이사벨 카노리 모라 또는 "엘리사벳 카노리 모라" (1775년~1825), 삼위일체 평신도 회원.
- 복자 도밍고 이투라테 (1901년~1927년), 삼위일체 수도자.
- 성 요셉의 복자 마리아노와 동료 순교자들.
- 예수 승천의 복자 에르메네힐도와 동료 순교자들.
- 십자가의 복자 푸르덴시오와 동료 순교자들.

## 같이 보기
- 산 카를로 알레 콰트로 폰타네 성당